# Museo antica casa Walser
Il Museo Antica Casa Walser di Borca (in lingua walser Museo Alts Walserhüüs Van Zer Burfuggu) è un museo etnografico con sede a Macugnaga.
Il museo si occupa di raccogliere, catalogare e preservare oggetti e peculiarità della vita rurale della popolazione walser insediata nel territorio dell'alta Valle Anzasca, nella provincia del Verbano-Cusio-Ossola. Il museo è ospitato nell'antica casa parrocchiale della frazione Borca, risalente al XVII secolo.

## Descrizione
Il museo ha sede nella casa parrocchiale di Borca, costruita nel XVII secolo. La proposta museale vide la luce nel 1982, raccogliendo oggetti originari dei walser donati dalla popolazione di Macugnaga.
L'edificio è composto da quattro piani, dei quali 3 adibiti a museo più il sottotetto utilizzato dagli antichi abitanti ma attualmente non agibile al pubblico. Il percorso museale si sviluppa sui tre piani principali:
1. il piano interrato, anticamente una cantina con pavimento in terra battuta, attualmente adibita a sala tematica; essa ospita una collezione permanente di vecchie fotografie in bianco e nero del territorio di Macugnaga, oltre ad eventuali mostre temporanee;
2. il pianterreno, composto da tre diversi ambienti:
  1. la "sala crocevia", cioè l'antico ingresso con il grosso portale e le scale per la cantina e i piani superiori;
  2. la sala del focolare utilizzata come cucina, che espone gli strumenti utilizzati per la cottura dei cibi;
  3. la stobu, la sala più grande ed elaborata dell'edificio, utilizzata in passato come centro nevralgico della famiglia, sia per far dormire gli inquilini più deboli (bambini, donne e anziani) che per le attività invernali;
3. il piano alto, cioè le vecchie stanze da letto per gli uomini giovani, che nell'esposizione museale ospita le attrezzature degli antichi mestieri, principalmente quelli di falegname e calzolaio[2]

## Le collezioni

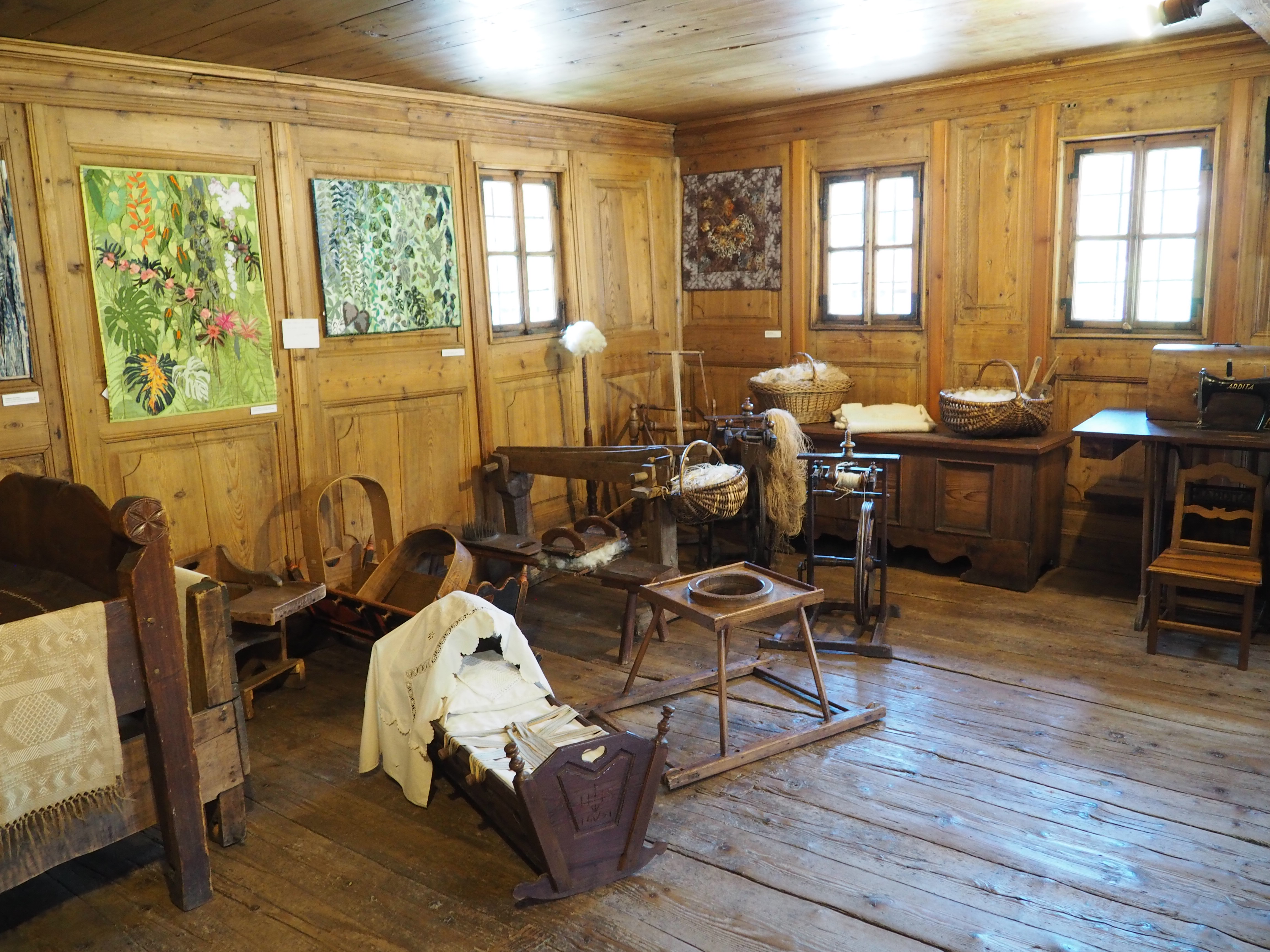
La stobu

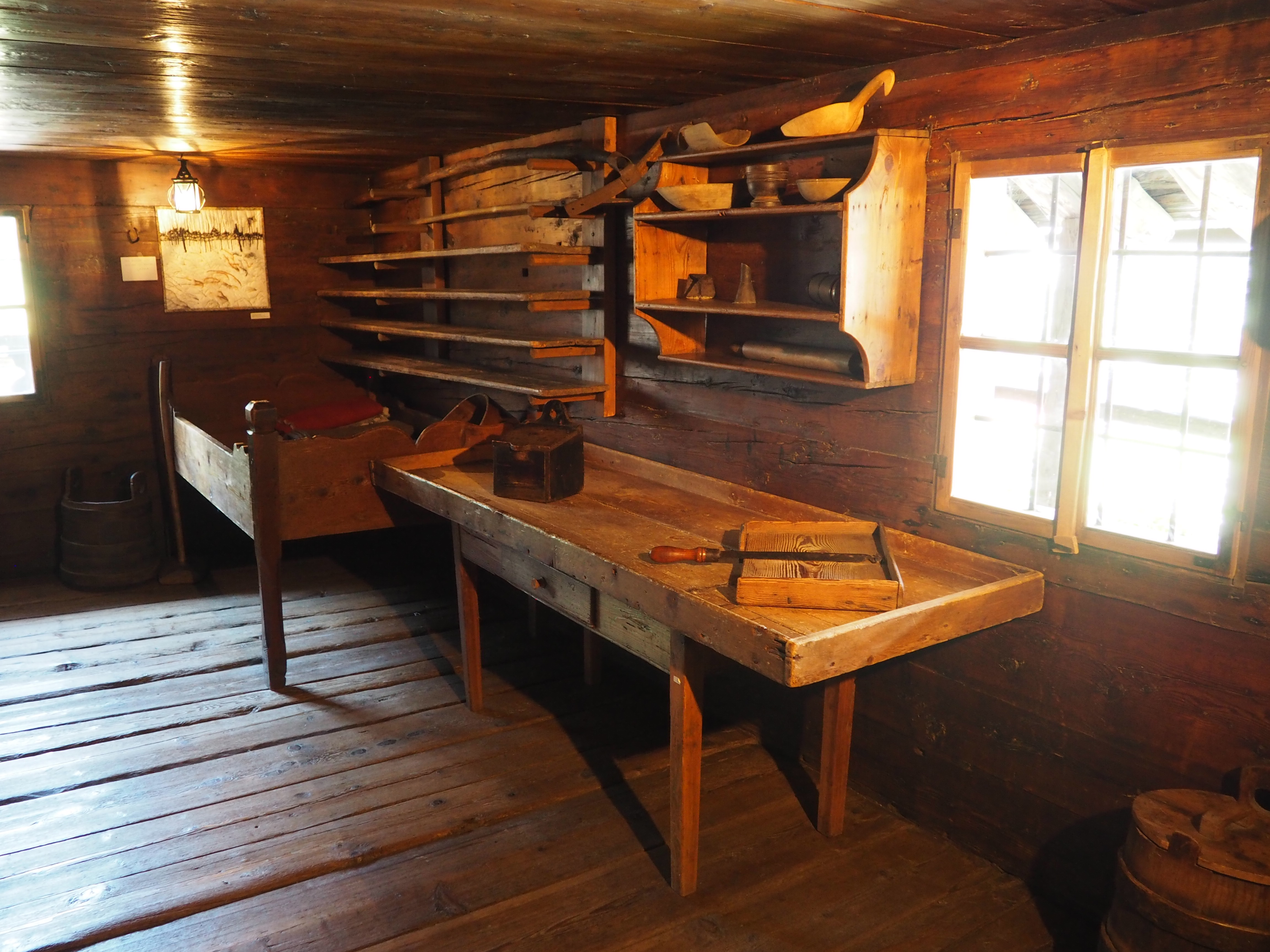
La stanza del pane

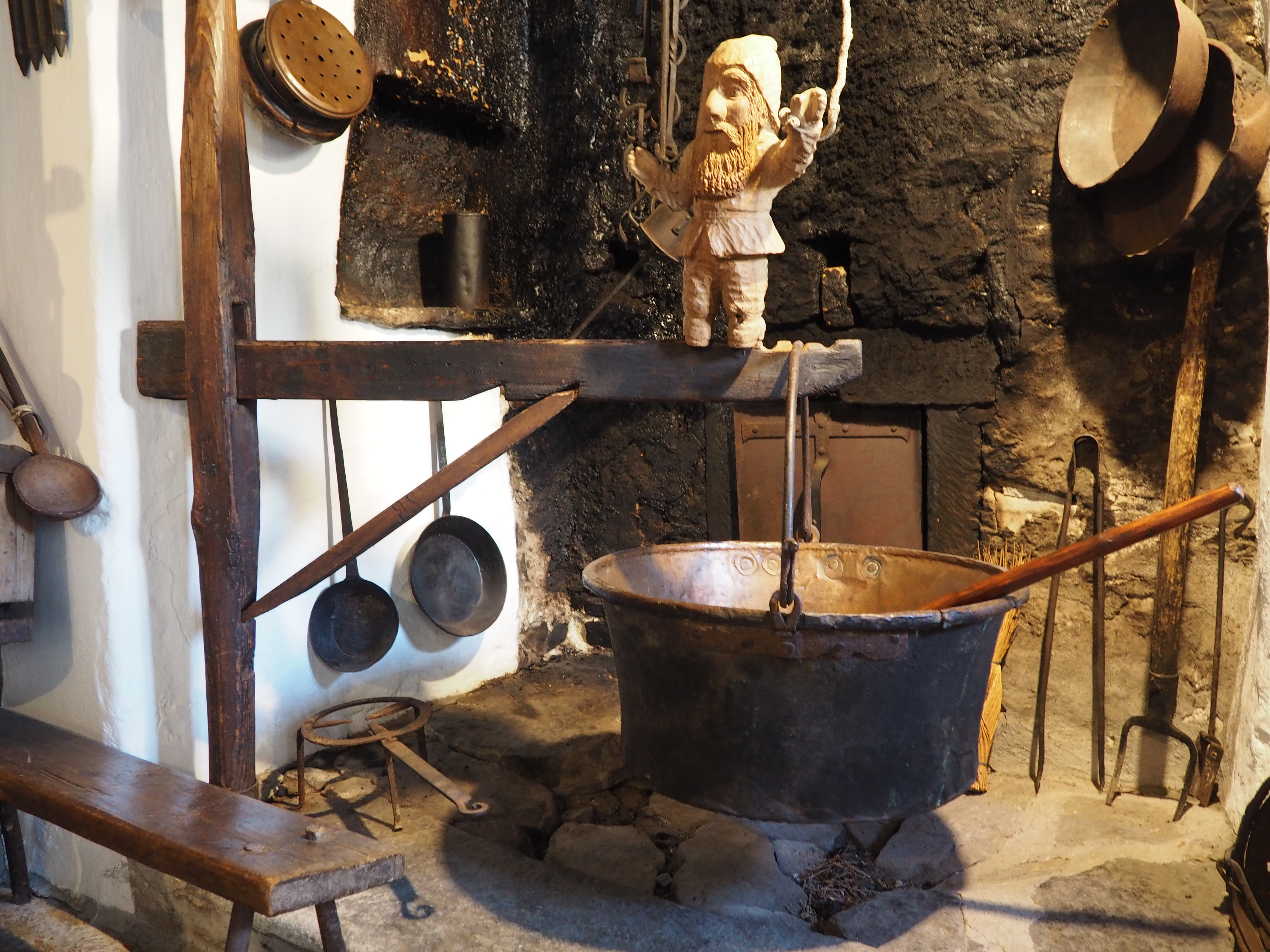
La cucina

Il patrimonio del museo conta oltre 650 reperti databili tra il XVI e il XX secolo, donati dagli abitanti di tutte le frazioni di Macugnaga e realizzati principalmente in legno, pietra e ferro. Questi strumenti testimoniano le attività svolte dalla popolazione walser della valle, come falegname, boscaiolo, stagnino, bottaio, calzolaio ed altre attività artigianali, ma soprattutto contadino e minatore.
Gli oggetti sono esposti nelle diverse sale per seguire un andamento tematico, che ben si leghi all'antico uso della stanza:
- nella stanza del focolare sono esposti gli oggetti utilizzati per la preparazione del cibo, quali i paioli e i lavelli, ma anche gli attrezzi in legno per la produzione del burro e del formaggio;
- nel crocevia d'ingresso sono esposti gli abiti da lavoro, oltreché calzature, lampade a carburo, fucili e ramponi;
- la stobu è dominata dalla presenza di un'antica stufa in pietra ollare del 1720 (ancora funzionante) che serviva per riscaldare l'intero edificio; in questa stanza avvenivano la maggior parte delle attività degli abitanti della casa, oltreché ad essere il luogo adibito al riposto delle persone più fragili, alla cura dei figli e al consumo dei pasti;
- nel disimpiego del piano sopraelevato sono conservati gli strumenti del falegname, del bottaio e del calzolaio;
- la sala del pane presenta gli attrezzi utilizzati per la cottura e la conservazione del pane (la panificazione avveniva solo una volta all'anno, a novembre dopo la festa di Ognissanti);
- la sala documentaristica racchiude in teche gli abiti tipici della cultura walser, riccamente decorati, oltre ad attrezzi e libri in tedesco e italiano legati all'attività mineraria.[3]